# Moretum

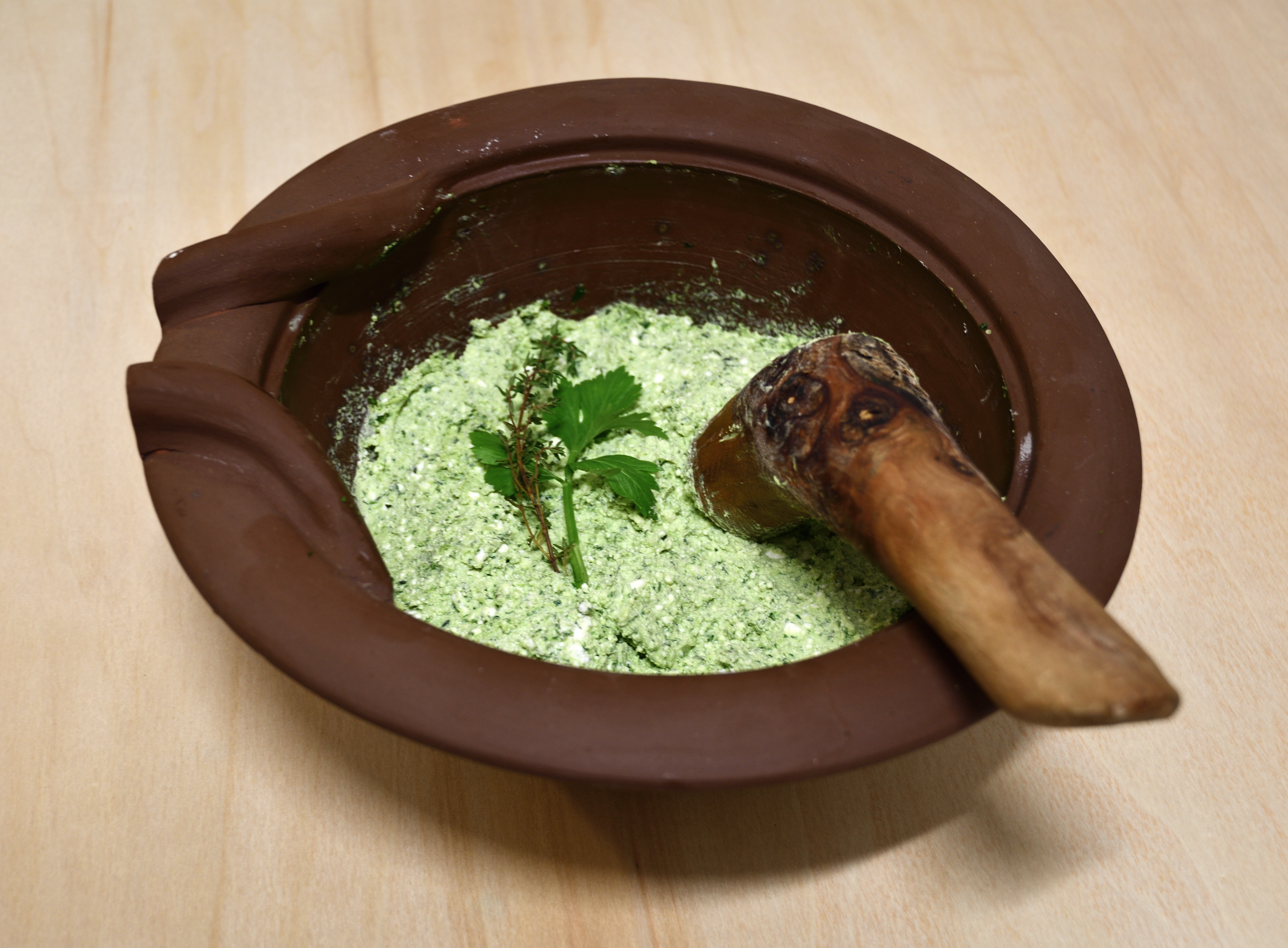
Moretum in einer rekonstruierten Reibschale

Moretum bezeichnet ein einfaches Gericht der antiken römischen Küche, eine Art Pesto, üblicherweise bestehend aus Schafskäse (oder alternativ geriebenen Walnüssen), Olivenöl, Weißweinessig, Salz, Knoblauch (Allium), Selleriegrün (Apium, deutsch Eppich), Weinraute (Ruta) und Koriander. Es wurde zu frisch gebackenem Brot gegessen.
Die Wortherkunft ist ungeklärt.
Das Rezept für Moretum wurde durch ein Vergil zugeschriebenes lateinisches Gedicht im Umfang von 122 Hexametern unter dem Titel Moretum in der sogenannten Appendix Vergiliana überliefert. Es schildert, als Parodie auf die übertriebene Lobpreisung des Landlebens, wie ein einfacher Bauer sein Tagwerk beginnt; Kernstück ist dabei die Zubereitung von Moretum zum Frühstück.
Weitere Erwähnung findet Moretum in Columellas Schrift De re rustica (XII 59, 1–4). Columella erwähnt darin eine Variante, bei der statt des Käses geriebene Walnüsse verwendet werden (2a), sowie Alternativen mit geröstetem Sesam (2b), mit Pinien- oder Mandelkernen (3), sowie Mischungen mit getrockneten Kräutern (4).
In seinen Lehrgedichten Fasti erwähnt Ovid eine Art Moretum im Zusammenhang mit der Verwendung der Verehrung der Magna Mater, ohne jedoch genauere Einzelheiten zu nennen. Demnach soll dieses Moretum ein uraltes Nahrungsmittel sein und aus „reiner Milch“, also „Weißkäse“ und zerstoßenen Wildkräutern hergestellt werden.